# 설득 (1995년 영화)
설득(Persuasion)은 프랑스에서 제작된 로저 미첼 감독의 1995년 드라마, 멜로/로맨스 영화이다. 제인 오스틴의 동명의 소설을 바탕으로 제작되었다. 아만다 루트 등이 주연으로 출연하였다.

## 출연

### 주연
- 아만다 루트
- 시아란 힌즈
- 수잔 플리트우드

### 조연
- 코린 레드그레이브
- 피오나 쇼우
- 존 우드바인
- 포비 니콜스
- 사뮤엘 웨스트
- 소피 톰슨

## 제작진
- 원작자: 제인 오스틴
- 미술: 윌리엄 듀들리
- 의상: 알렉산드라 바이른
- Ass-PD: 마곳 헤이호